# Cyril Domoraud
Depri Cyrille Leandre Domoraud (Lakota, 1971. július 22. –) elefántcsontparti válogatott labdarúgó.

## Külső hivatkozások
- Cyril Domoraud Transfermarkt
- Cyril Domoraud – a FIFA adatbázisában
- Cyril Domoraud adatlapja a National-Football-Teams.com oldalon (angolul)

- Cyril Domoraud francia bajnoki statisztikái az lfp.fr-en (franciául)
- Cyril Domoraud TFF
- Cyril Domoraud Archiválva 2007. december 13-i dátummal a Wayback Machine-ben Inter Archive